# 中林新夏
中林新夏 日本女性聲優，東京都出身。目前所屬Arise Project。